# Being at Home with Claude (film)
Pour plus de détails, voir Fiche technique et Distribution.
Being at Home with Claude est un film québécois réalisé par Jean Beaudin, sorti en 1992, avec Roy Dupuis, Jacques Godin et Jean-François Pichette.
Ce film est tiré de la pièce de théâtre du même nom en langue française du dramaturge québécois René-Daniel Dubois.

## Synopsis
À travers l'interrogatoire d'un inspecteur de police (Jacques Godin), le film raconte la rencontre d'un prostitué (Roy Dupuis) avec un étudiant qui, au départ, ne s'avoue pas homosexuel (et qui semble avoir, par ailleurs, une compagne dans la vie), qui se transforme en passion sexuelle morbide. Le personnage de Yves - convaincu que "jamais personne ne l'a touché" comme son jeune amant Claude, lui tranche la gorge au moment  de l'orgasme et s'accuse ensuite spontanément du geste devant la police et la presse. La pièce se déroulait pendant l'Expo de 1967 à Montréal, alors que le film replace l'action dans les années '80, lors du Festival de Jazz. Des flash-back en noir et blanc entrecoupe les aveux de l'assassin (pour lesquels le film suit à la lettre le texte de René-Daniel Dubois).

## Fiche technique
- Titre : Being at Home with Claude
- Titre de travail : Seul, avec Claude
- Réalisation : Jean Beaudin
- Scénario : Jean Beaudin, adaptation de la pièce du même nom écrite par le dramaturge René-Daniel Dubois
- Images : Thomas Vamos
- Musique : Richard Grégoire
- Direction artistique : François Séguin
- Durée : 84 minutes et 41 secondes

## Distribution
- Roy Dupuis : Yves
- Jacques Godin : l'inspecteur
- Jean-François Pichette : Claude, l'amant d'Yves
- Gaston Lepage : le sténographe
- Hugo Dubé : le policier
- Johanne Marie Tremblay : la femme de l'inspecteur
- Nathalie Mallette : la sœur d'Yves

## Autour du film
Being at home with Claude est l'adaptation d'une pièce de théâtre de René-Daniel Dubois qui avait été créée avec grand succès au Théâtre de Quat'Sous en novembre 1985 avant d'être reprise au Théâtre du Rideau Vert en avril 1988.
Le film marque le retour au cinéma du réalisateur Jean Beaudin, qui s'était consacré à la télévision au cours des années précédentes, signant notamment la série Les Filles de Caleb, dont les cotes d'écoute sont spectaculaires. Beaudin adapte seul la pièce et prend un certain nombre de libertés avec le texte original. Ainsi, le film s'ouvre sur une séquence assez longue sans dialogues. L'action, qui dans la pièce se déroule pendant l'Expo 67 de Montréal est déplacée durant le Festival de jazz au cours des années 1980.
Le film lance les dixièmes Rendez-vous du Cinéma Québécois en février 1992 et reçoit un accueil critique nettement favorable. Il est aussi présenté dans la section Un Certain Regard du Festival de Cannes en mai 1992.
Being at home with Claude récolte neuf nominations aux Prix Génies 1993, ce qui en fait un des favoris avec Le Festin nu de David Cronenberg et Léolo de Jean-Claude Lauzon. C'est finalement Le Festin nu qui sera le grand gagnant de la soirée, obtenant sept prix dont celui du meilleur film. Being at home with Claude reçoit un trophée pour la musique de Richard Grégoire.

## Distinctions
- Prix Génie de la meilleure musique pour Richard Grégoire.

## Thèmes

### La quête de sens
La relation entre les protagonistes est tout sauf conventionnelle. Yves, jeune prostitué homosexuel, ressent une certaine incertitude identitaire qu’il qualifie de « fièvre ». Cet état mélancolique l’entraine dans un questionnement existentiel qui lui fait perdre ses repères. Son travail, l’isole davantage puisqu’il ne peut pas former de liens autres que sexuels avec ses clients, malgré sa soif de connexions humaines. Le début du film est représentatif de son milieu de vie, anticonformiste, marginalisé, mais expose surtout son désir d’échapper à la réalité. Claude, quant à lui, est complètement le contraire d' Yves. Il est étudiant en littérature à l’université, provient d’une famille aisée et cache son homosexualité.
La rencontre insolite entre Yves et Claude entraîne une confrontation entre l’amour et la réalité. Ils vivent leur liaison à l’abri des regards dans l’appartement de Claude, où ils sont libres d’être véritablement authentiques. La réalité semble leur échapper lorsqu’ils sont ensemble dans l’intimité; le vacarme et la commotion de l’extérieur se dissimule et est remplacée par un sentiment de plénitude. Yves compare la présence de son amant à l’effet de « flotter dans un bain ». Flotter sur l’eau est homologue au phénomène de l’apesanteur, où l’effort n’est pas requis pour garder sa tête au-dessus de l’eau, où l’on est tout simplement. Le titre du film rappelle ce sentiment que certaines personnes peuvent procurer, un état de réconfort mental, où l’on peut être soi-même sans réserves, home. Being at Home with Claude, renvoi au bien-être ressenti grâce à leur amour, mais aussi au lieu physique de home, l’appartement de Claude, le seul endroit où ils peuvent vivre leur amour sans la menace du monde extérieur.
Cherchant désespérément à prolonger ce sentiment serein que la relation avec Claude lui apporte, Yves veut garder leur amour de façon éternelle. L’univers parfait que les amants s’étaient créé ne pouvait pas être viable dans l’esprit d’Yves. Comme soulevé par Maximilien Laroche, « Il n'y a plus de solution de compromis et seule demeure la solution illusoire de refuser le monde extérieur en lui substituant un monde intérieur ». Devant ce besoin de protéger leur amour, Yves tranche la gorge de son amoureux alors qu’ils ont un rapport sexuel, spécifiquement au moment où les deux hommes atteignent l’orgasme. Ce moment est particulièrement significatif puisque Yves révèle plus tard au policier que selon lui, un homme qui jouit est ce qui a de plus beau, où l’euphorie est maximale. En décidant de mettant fin à la vie de Claude à ce moment, Yves à le sentiment que leur amour sera immortalisé, inébranlable et qu’il lui épargne une vie misérable. En relatant les faits à l’enquêteur, Yves décrit le meurtre comme suit : « Y souriait. Y avait les bras en croix [...] Pis y est mort de plaisir. Sans jamais avoir eu à passer ses journées dans marde. » Il considère que le meurtre était la seule échappatoire pour eux puisqu'une relation publique, n'était pas possible ici. Bien que Claude soit le seul qui soit mort au sens propre du terme, l'âme d'Yves décéda aussi à ce moment, d’une manière symbolique. En s’accrochant à leur amour unique, Yves se perdit en Claude, ils fusionnent dans son imaginaire pour devenir qu'une seule personne. Dans son analyse sur le film, Charles Batson avance que la scène du meurtre représente le point culminant de leur transcendance ; « J’tais en train d’me noyer en lui, avec lui », il n’y avait plus aucune différence entre eux; il n’y avait aucun « reste du monde ».
La perte de Claude entraîne chez Yves un profond désarroi. Bien qu'Yves définit le meurtre de son amant comme une sorte de "renaissance" qui lui permet de regarder vers l'avant, les circonstances sous-entendent le contraire, soit la fin. Yves appelle la police pour signaler le meurtre qu'il a commis et il appelle un journaliste pour garantir qu'il pourra raconter son histoire. En prenant de telles décisions et en confessant ses crimes, il est conscient qu'il ne sortira pas du bureau de l'enquêteur comme un homme libre. À première vue, ses actions à la suite du meurtre semblent plutôt contradictoires. Yves décide de se rendre aux autorités de son plein gré, mais refuse catégoriquement de s'identifier et de coopérer avec l'enquêteur. Dans son analyse sur le film, André Loiselle soulève ce qui suit : "Pour protéger Claude du monde extérieur, Yves l'a tué. Et pour se protéger du monde extérieur, il a non seulement choisi de se rendre aux autorités, mais il a également trouvé refuge dans le bureau du juge d'où, grâce au journaliste, il n'a pas été expulsé." Ses actions témoignent de son désir toujours aussi profond de "de s'isoler et de se retirer du monde extérieur."  Yves a finalement obtenu ce qu'il désirait, que Claude et lui puissent échapper à ce monde atroce, cependant, c'est ce qui les aura séparés.